# Equa bank
Equa bank (dříve také Banco Popolare Česká republika a IC Banka) byla česká banka působící v letech 1993 až 2022. V roce 2022 se sloučila s Raiffeisenbank.
V roce 2016 měla Equa bank 59 obchodních míst a asi 200 000 klientů, ve výroční zprávě za rok 2018 pak uvádí 58 obchodních míst a téměř 370 000 klientů. V roce 2019 přesáhla hranici 400 000 klientů. Na konci roku 2021 měla zhruba 500 000 klientů.

## Vývoj
Vznikla 6. ledna 1993 jako IC Banka a založili ji Tan Sri Dato’ Robert Tan Hua Choon z Malajsie jako většinový vlastník a bývalý politik Marián Čalfa. Banku pak v září 2007 prodali italské Banco Popolare, a toto jméno pak převzala i česká firma. Od Italů pak tehdy ztrátovou banku odkoupila britská skupina AnaCap Financial Partners, která jí dala jméno Equa bank.
Dne 6. února 2021 oznámila skupina Raiffeisenbank International, že koupila sto procent akcií holdingové společnosti Equa bank. V červenci 2021 se jediným akcionářem Equa bank stala Raiffeisenbank a.s., se kterou se Equa bank 1. ledna 2022 sloučila.